# Vany
Vany là một xã trong vùng Grand Est, thuộc tỉnh Moselle, quận Metz-Campagne, tổng Montigny-lès-Metz. Tọa độ địa lý của xã là 49° 09' vĩ độ bắc, 06° 14' kinh độ đông. Vany có điểm thấp nhất là 182 mét và điểm cao nhất là 258 mét. Xã có diện tích 3,1 km², dân số vào thời điểm 2005 là 332 người; mật độ dân số là 107,1 người/km².

## Thông tin nhân khẩu
| 1962 | 1968 | 1975 | 1982 | 1990 | 1999 |
| ---- | ---- | ---- | ---- | ---- | ---- |
| 157  | 203  | 255  | 280  | 260  | 244  |